# Ирсенг
Ирсе́нг (фр. Hirsingue) — коммуна на северо-востоке Франции в регионе Гранд-Эст (бывший Эльзас — Шампань — Арденны — Лотарингия), департамент Верхний Рейн, округ Альткирш, кантон Альткирш. До марта 2015 года коммуна являлась административным центром одноимённого упразднённого кантона (округ Альткирш).
Площадь коммуны — 12,88 км², население — 2132 человека (2006) с тенденцией к росту: 2233 человека (2012), плотность населения — 173,4 чел/км².

## Население
Численность населения коммуны в 2011 году составляла 2230 человек, а в 2012 году — 2233 человека.
| 1962 | 1968 | 1975 | 1982 | 1990 | 1999 | 2005 | 2006 | 2010 | 2011 | 2012 |
| ---- | ---- | ---- | ---- | ---- | ---- | ---- | ---- | ---- | ---- | ---- |
| 1403 | 1565 | 1544 | 1886 | 2015 | 2057 | 2127 | 2132 | 2224 | 2230 | 2233 |

Динамика населения:

## Экономика
В 2010 году из 1430 человек трудоспособного возраста (от 15 до 64 лет) 1074 были экономически активными, 356 — неактивными (показатель активности 75,1 %, в 1999 году — 71,2 %). Из 1074 активных трудоспособных жителей работали 960 человек (536 мужчин и 424 женщины), 114 числились безработными (51 мужчина и 63 женщины). Среди 356 трудоспособных неактивных граждан 105 были учениками либо студентами, 121 — пенсионерами, а ещё 130 — были неактивны в силу других причин.
На протяжении 2011 года в коммуне числилось 965 облагаемых налогом домохозяйств, в которых проживало 2180,5 человек. При этом медиана доходов составила 21192 евро на одного налогоплательщика.

## Достопримечательности (фотогалерея)

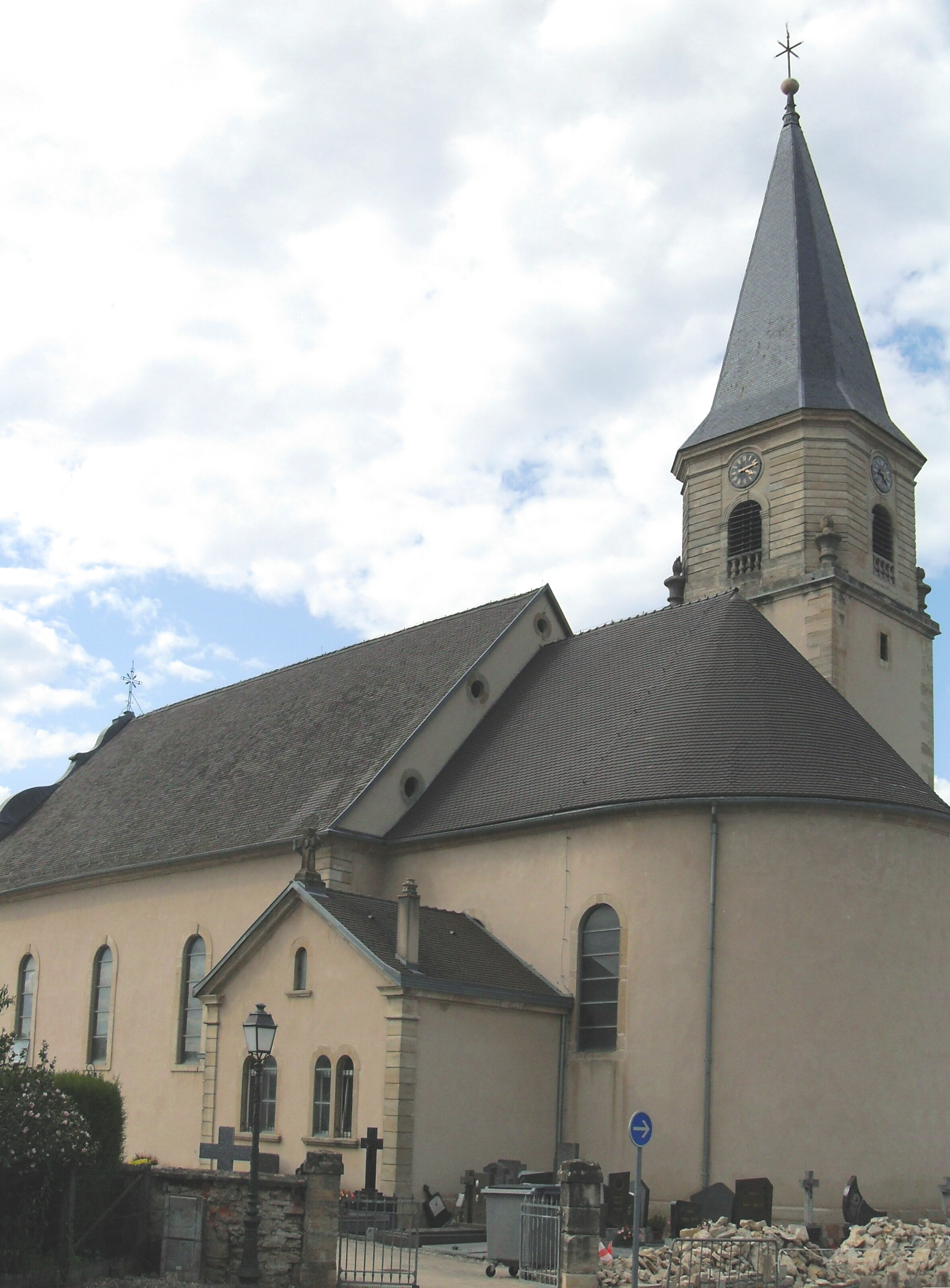
Церковь